# Euskelosaurus
Euskelosaurus browni
Genre
Espèce
Euskelosaurus (euskélosaure en français) est un genre éteint de dinosaures sauropodomorphes de la famille des Plateosauridae ayant vécu au Trias supérieur. Les premiers ossements furent identifiés par le célèbre paléontologue britannique Thomas Henry Huxley en 1866, parmi les nombreux fossiles (surtout des reptiles mammaliens) expédiés d'Afrique du Sud à Londres à partir des années 1850. Depuis lors, de nombreux vestiges d'euskélosaures ont été trouvés dans le sud de l'Afrique (Lesotho, Zimbabwe, Afrique du Sud) : pas moins de seize squelettes isolés, très fragmentaires. 
Une seule espèce est rattachée au genre : Euskelosaurus browni.

## Description
L'euskélosaure est un platéosauridé de grande taille, mesurant de 8 à 10 mètres de long. Il pouvait se tenir sur ses pattes arrière ou sur ses quatre pattes (semi-bipède).
Le corps central (diaphyse) de son fémur était courbé, ce qui devait lui donner des pattes arrière arquées, une configuration tout à fait inhabituelle chez les dinosaures où les membres sont placés directement sous le corps de l'animal comme chez les mammifères.

## Paléobiologie
Ce dinosaure herbivore devait être un animal très commun au Trias supérieur, il cohabitait avec d'autres sauropodomorphes moins courants  comme le mélanorosaure ou le blikanasaure.

## Lieu de découvertes
Afrique du Sud (Transvaal, État libre d'Orange, province du Cap), Lesotho, Zimbabwe.